# Нормалізація (Чехословаччина)

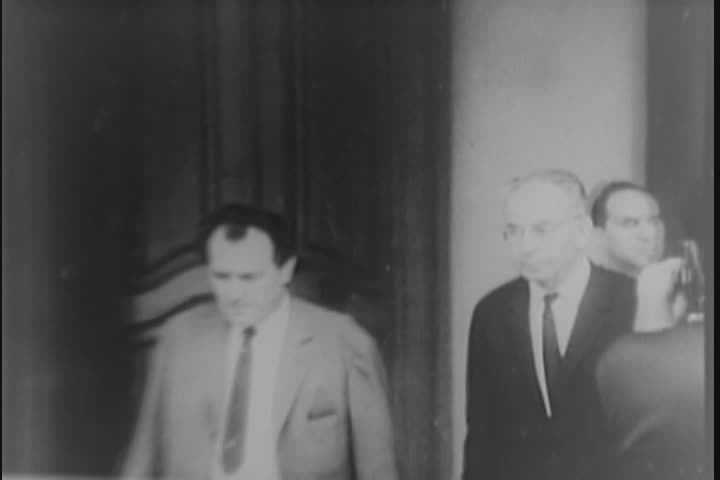
Густав Гусак (праворуч) та Василь Біляк, основні політичні представники нормалізації

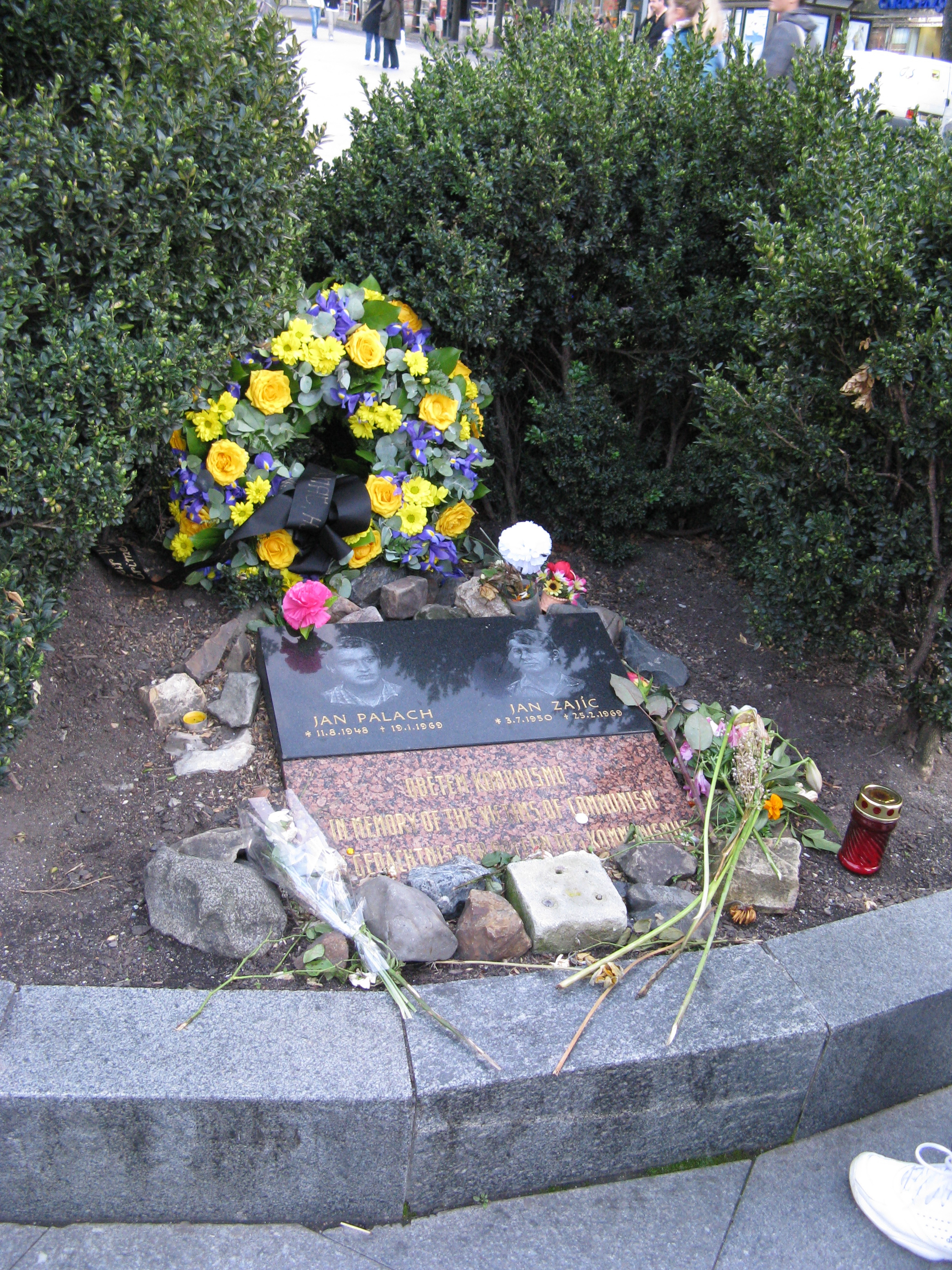
Пам'ятник Палаху та Заєць.

Нормалізація (чеськ. normalizace, словац. normalizácia) — офіційна назва чисток в комуністичній партії, звільнення з роботи, відновлення цензури і скасування багатьох груп інтересів і політичних організацій та інших репресивних заходів у Чехословацькій Соціалістичній Республіці після жорсткого придушення Празької весни в 1968 році армії Варшавського договору.

## У мистецтві
- Нестерпна легкість буття
- Подяка за кожен новий ранок